# HNK Live, Božićne zvjezdice
HNK Live, Božićne zvjezdice prvi je live album hrvatske ženska pop grupe Divas, objavljen 2000. godine u izdanju diskografske kuće Croatia records. Album je snimljen 20. studenog 2000. godine u Hrvatskom narodnom kazalištu u Zagrebu, gdje je grupa održala dva božićna koncerta, obilježavajući petogodišnjicu osnivanja grupe. Osim pjesme grupe s njihova prva dva albuma i  božićnih pjesama, na albumu se nalazi i obrada velikog hita Olivera Dragojevića "Brod u boci".

## Popis pjesama
| Br. | Skladba                       | Trajanje |
| --- | ----------------------------- | -------- |
| 1.  | »Amazing grace«               | 01:36    |
| 2.  | »Adeste fideles«              | 02:41    |
| 3.  | »Jesus born on this day«      | 03:47    |
| 4.  | »Svim na zemlji mir, veselje« | 04:39    |
| 5.  | »Jutro me ne poznaje«         | 04:25    |
| 6.  | »Ne mogu bez tebe«            | 04:39    |
| 7.  | »Oprosti mi«                  | 05:44    |
| 8.  | »Nudiš mi razloge za kraj«    | 04:32    |
| 9.  | »Brod u boci«                 | 03:40    |
| 10. | »God rest yee Mary gentelmen« | 01:24    |
| 11. | »If it's over«                | 04:13    |
| 12. | »Više nisi tu«                | 04:11    |
| 13. | »Pokaži mi put«               | 06:31    |
| 14. | »Proljeće«                    | 05:43    |
| 15. | »Tiha noć (duet Nina Badrić)« | 04:06    |
| 16. | »Mary boy child«              | 04:33    |
| 17. | »Joy to the wrold«            | 03:55    |